# Tyksakkernes Ølgilde
Tyksakkernes Ølgilde er en dansk stum komediefilm fra 1910 produceret af Nordisk Filmskompagni. Filmens instruktør er ukendt.
Filmen havde dansk premiere den 1. marts 1910 i Løvebiografen. Den blev i tysktalende lande distribueret som Der Bierabend der Schmerbäuche.

## Handling
De fire tykkeste herrer i den lille by Bierheim mødes jævnligt på byens ølstue, hvor de indtager store mængder øl for at holde deres vægt ved lige. En dag må en af klubbens medlemmer, byens apoteker, gå på aftenvagt. De øvrige medlemmer har ondt af den stakkels mand, og bringer ham et stort krus øl, men kruset kan ikke kommer gennem apotekets lem, og det går ikke som de tre havde håbet. Alle må styrke sig med rigelige mængder øl for at komme sig over strabadserne.